# OpenNet Initiative
Die OpenNet Initiative ist ein Projekt dessen Ziel es ist, Internet-Filter und Online-Durchsuchungen durch Regierungen zu beobachten und darüber zu berichten. Teilnehmende Institutionen sind das Citizen Lab am Munk Centre for International Studies, University of Toronto, das Berkman Center for Internet & Society an der Harvard University und die SecDev Group in Ottawa.